# Downingia
Downingia es un género con 13 especies de plantas caducifolias nativo del oeste de EE. UU. y Chile. Son notables por formar masas coloridas de pequeñas colonias en charcas del deshielo. Son endémicas de California.  Comprende 25 especies descritas y de estas, solo 13 aceptadas.

## Descripción
Los tallos pueden ser rastreros o erectos de 10-40 cm de longitud, con estrechas hojas se pueden caer antes de que se desarrollen las flores. Las flores son típicamente invertidas de color azul y rosa a blanco.

## Taxonomía
El género fue descrito por John Torrey y publicado en Reports of explorations and surveys : to ascertain the most practicable and economical route for a railroad from the Mississippi River to the Pacific Ocean, made under the direction of the Secretary of War 4(5): 116. 1857.
Etimología
Downingia: nombre genérico que fue nombrado en honor del horticultor americano Andrew Jackson Downing (1815-1852).

## Especies
- Downingia bacigalupii
- Downingia bella
- Downingia bicornuta
- Downingia concolor Greene
- Downingia cuspidata
- Downingia elegans
- Downingia insignis Greene
- Downingia laeta Greene
- Downingia montana Greene
- Downingia ornatissima Greene
- Downingia pulchella
- Downingia pusilla
- Downingia yina